# Aline Höpli
Aline Höpli (* 25. Februar 2001) ist eine Schweizer Skirennfahrerin. Sie ist auf die Disziplinen Slalom und Riesenslalom spezialisiert.

## Biografie
Höpli stammt aus Flawil im Kanton St. Gallen und hat einen Bruder sowie eine Schwester. Das Skifahren erlernte sie im Alter von zwei Jahren, in ihrer Jugend betrieb sie auch Mountainbiking und Leichtathletik. Im Alter von 16 Jahren begann sie im November 2017 an FIS-Rennen teilzunehmen. Im Dezember 2019 konnte sie erstmals ein FIS-Rennen für sich entscheiden, der erste Einsatz im Europacup folgte einen Monat später. Allerdings bremsten drei Kreuzbandrisse sowie eine Gehirnerschütterung innerhalb von drei Jahren ihre Entwicklung über längere Zeit. Erst ab der Saison 2021/22 blieb sie verletzungsfrei und konnte sich allmählich im Europacup etablieren. Bei den Juniorenweltmeisterschaften 2022 in Panorama gewann sie die Bronzemedaille in der Kombination, hinter Marie Lamure und Magdalena Egger.
Ihr Debüt im Weltcup hatte Höpli am 19. November 2022 beim Slalom von Levi, konnte sich aber nicht für den zweiten Lauf qualifizieren. Bei weiteren Weltcupstarts in der Saison 2023/24 blieb sie ebenfalls ohne Ergebnis, hingegen erzielte sie im Europacup mehrere Top-10-Platzierungen. Die ersten Weltcuppunkte gewann sie am 1. Dezember 2024 beim Slalom von Killington, wo sie mit der Startnummer 55 auf Platz 15 fuhr.

## Erfolge

### Weltcup
- 1 Platzierung unter den besten 15

### Europacup
- 4 Platzierungen unter den besten zehn

### Juniorenweltmeisterschaften
- Panorama 2022: 3. Kombination, 14. Slalom, 24. Super-G

### Weitere Erfolge
- 9 Siege in FIS-Rennen